# Fatima Rainey
Lorencz Alexandra Fatima Rainey, under en period även skriven som Rainey Malmberg, född 24 juli 1967 i Göteborg, är en svensk popsångerska.
Rainey har under sin karriär som popsångerska släppt två studioalbum genom den japanska filialen av skivbolaget Warner Music Group. Hon släppte 1998 en låt vid namn "Hey", som blev en stor hit i Sydafrika. Låten blev även en danshit i Filippinerna.
Hon har tidigare varit gift med skådespelaren och ståuppkomikern Claes Malmberg, med vilken hon fick två barn där dottern Perla Malmberg är född 2004.

## Diskografi

### Album
- 1997 – Love Is a Wonderful Thing
- 2001 – Celebration

### Sammanställningar
- 1990 – Solid Productions Taking Over
- 1997 – The Remix Collection

### Singlar
- 1990 – "You Broke My Heart (ft. MC Mack)"
- 1997 – "Love Is a Wonderful Thing"
- 1997 – "I Gave You the Best" (Remix)
- 1997 – "Find Our Way Back"
- 1998 – "Hey"